# Smionia capensis
Smionia capensis är en spindelart som beskrevs av Raymond Comte de Dalmas 1920. Smionia capensis ingår i släktet Smionia och familjen plattbuksspindlar. Inga underarter finns listade i Catalogue of Life.